# Armal
Armal es un lugar perteneciente a la parroquia de Boal, en el concejo de Boal, comarca de Eo-Navia, Principado de Asturias, España.

Cuenta con una población de 154 habitantes (INE, 2013), y se encuentra a unos 410 m de altura sobre el nivel del mar. Dista escasamente 1 km de la capital del concejo, tomando desde esta la carretera regional AS-12 en dirección a Navia.
Celebra sus fiestas patronales en honor de San Antonio los días 13 y 14 de junio. El campo de la fiesta fue reparado en el año 2009, antes de la fiesta de San Antonio [cita requerida].